# Sand

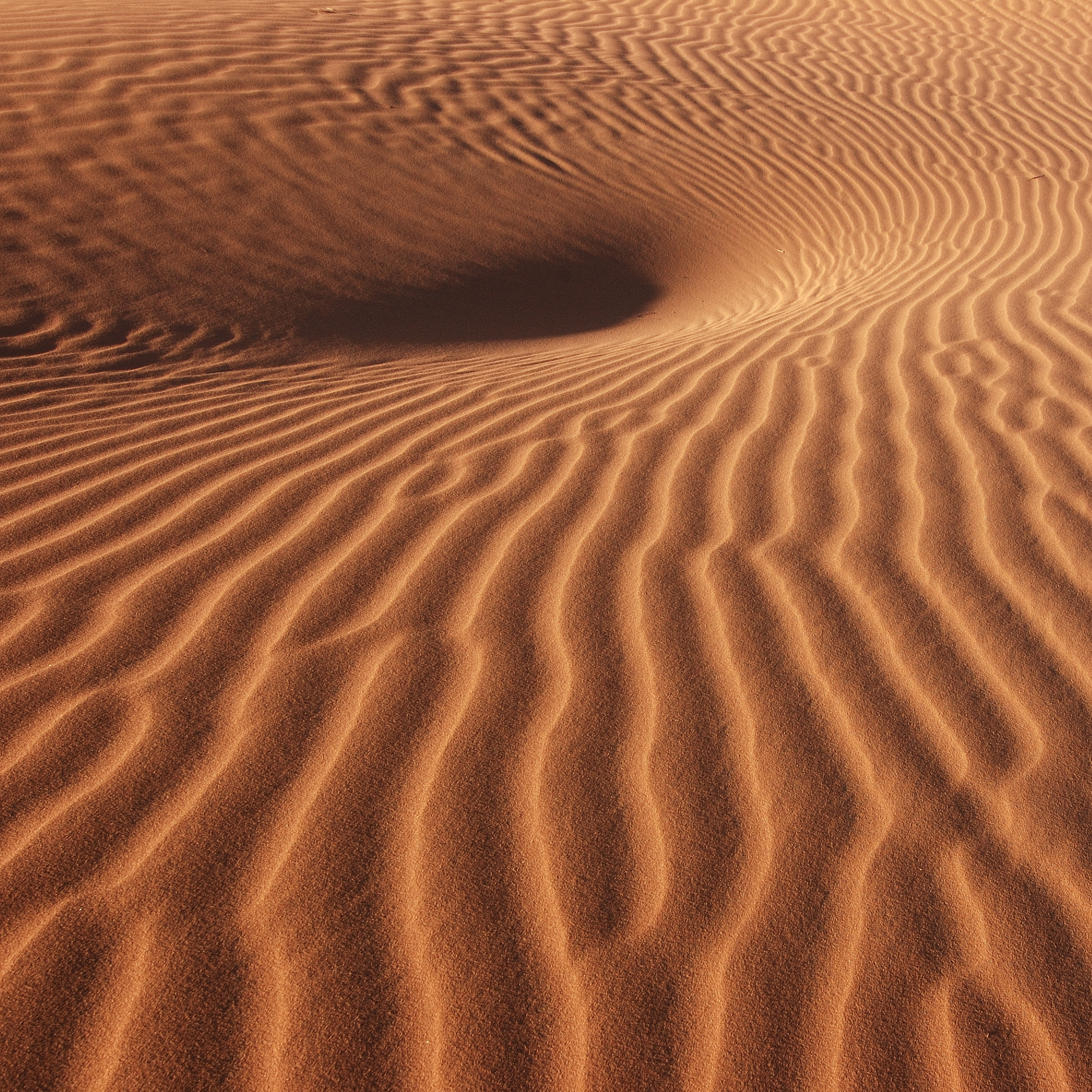
Feiner Quarzsand mit Windrippeln in der marokkanischen Wüste

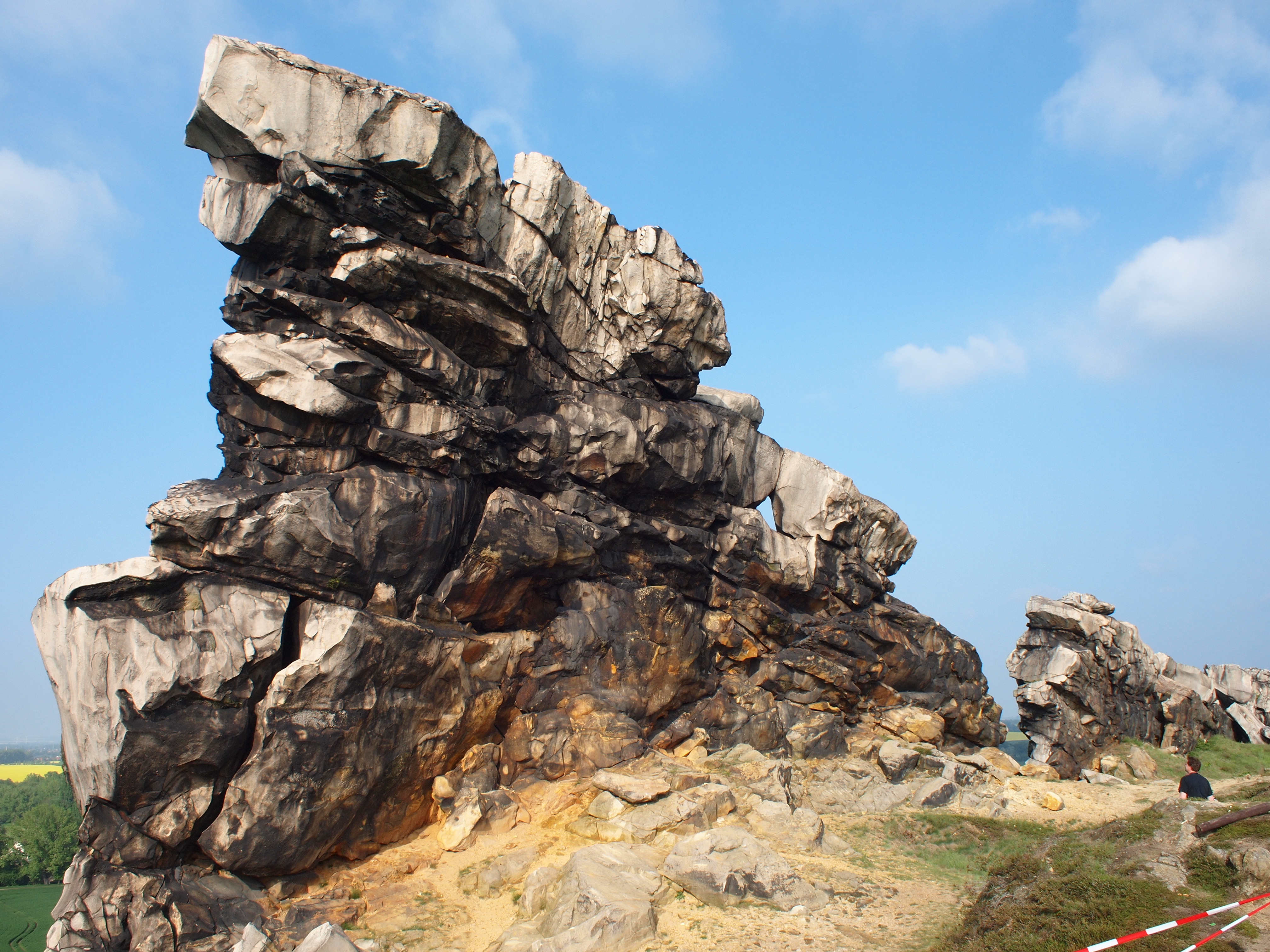
Teufelsmauer bei Weddersleben, Sachsen-Anhalt: Kreidezeitliche Sandsteine verwittern zu einem hellen, sandigen Boden, der in der Umgebung der Klippen, noch kaum von Vegetation bewachsen, gut erkennbar ist.

Das sogenannte Hjulström-Diagramm gibt den Zusammenhang von Fließgeschwindigkeit des Transportmediums Wasser und der Korngröße des transportierten Materials wieder.

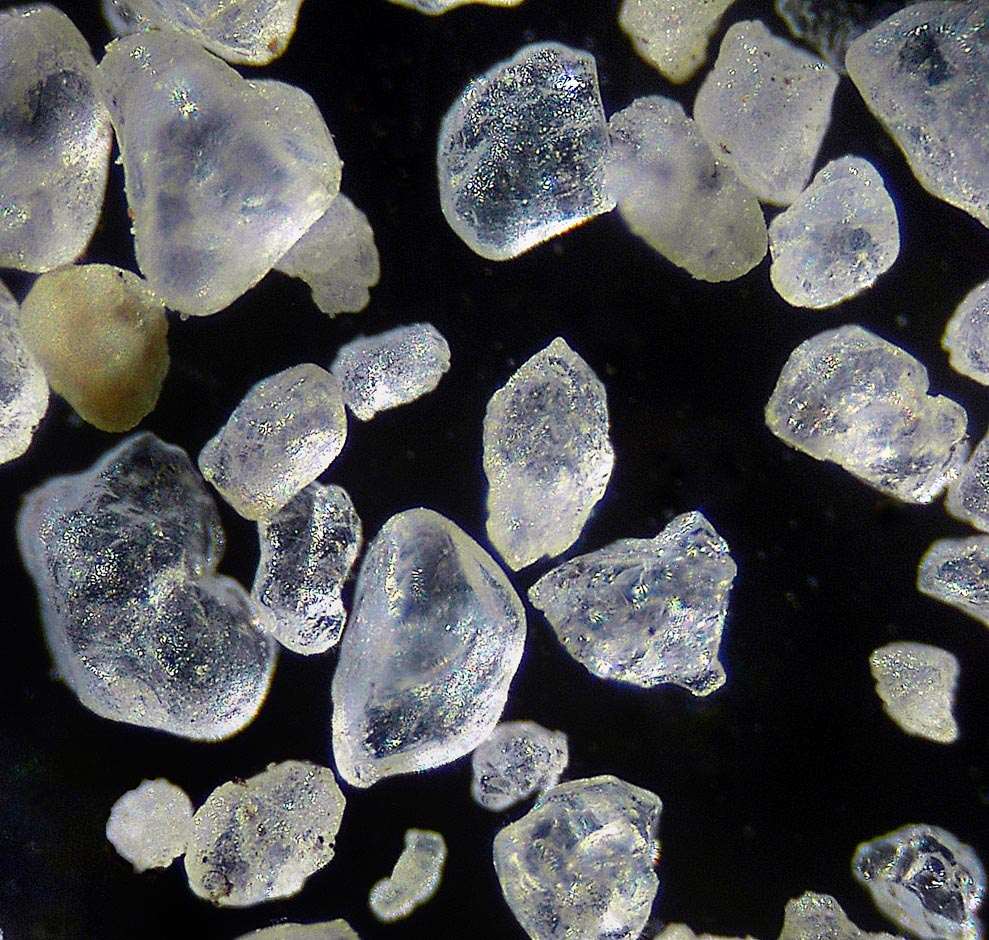
Quarzsand bei 200-facher Vergrößerung

Sand aus Vulkangesteinskörnern (überwiegend Basalt) unter dem Stereomikroskop (ganz oben links) und unter dem Rasterelektronenmikroskop (ganz oben rechts). Darunter die zugehörigen EDX-Spektren (der höchste Peak repräsentiert jeweils Silizium, die kleineren Sauerstoff, Eisen, Aluminium, Kalzium, Natrium und Kalium). Ganz unten zwei REM-vergrößerte Sandkörner. Sehr deutlich erkennbar ist, dass diese Sandkörner faktisch keine Zurundung oder Abnutzung zeigen, also offensichtlich geologisch extrem jung sind. Es handelt sich um Strandsand aus Island.

Sand ist ein natürlich vorkommendes, unverfestigtes Sediment, das sich überwiegend aus Mineralkörnern mit einer Korngröße von 0,063 bis 2 Millimeter zusammensetzt. Sand ist also im Mittel gröber als Schluff (Korngröße überwiegend 0,002 bis 0,063 Millimeter) und feiner als Kies (Korngröße überwiegend 2 bis 63 Millimeter). Sand zählt außerdem zu den nicht bindigen Böden.
Die Bezeichnung „Sand“ ist nicht abhängig von der mineralischen Zusammensetzung. Der größte Teil der Sande besteht jedoch mehrheitlich aus Quarzkörnern. Vor allem dieser Quarzsand ist ein bedeutender Rohstoff für das Bauwesen sowie für die Glas- und Halbleiterindustrie.

## Etymologie
Das altgerm. Wort mhd., ahd. sant ist verwandt mit griech. ámathos „Sand“; die weiteren Beziehungen sind nicht völlig geklärt.

## Entstehung
Der erste Sand der Erdgeschichte entstand aus magmatischen und metamorphen Gesteinen (z. B. Granit oder Gneisen), die durch physikalische Verwitterung in kleinere Blöcke oder, bedingt durch chemische Verwitterung entsprechend anfälliger Gesteinsbestandteile, direkt in einzelne Mineralkörner zerfielen.
Solche Blöcke und Körner werden anfangs durch Schwerkraft, nachfolgend, bei nachlassendem Gefälle, vor allem durch Wasser von ihrem Ursprungsort weg transportiert (Erosion). Durch anhaltenden Wassertransport werden sie mehr oder weniger stark nach Größe und spezifischem Gewicht (abhängig vom Mineral, aus dem sie bestehen) sortiert, indem nach Unterschreiten einer bestimmten Strömungsgeschwindigkeit die größeren Blöcke abgesetzt werden und zurückbleiben und nur noch Körner in Sandgröße und darunter weiter transportiert werden. Auch Wind kann Sand transportieren, hat aber aufgrund der geringeren Dichte von Luft generell eine stärkere Sortierwirkung und braucht überdies höhere Geschwindigkeiten. Sobald sich die Strömungsgeschwindigkeit des Transportmediums weit genug verringert, setzen sich die Sandkörner ab – das Ergebnis ist ein sandiges Sediment. Dieses kann bei Erhöhung der Strömungsgeschwindigkeit jedoch wieder in Bewegung geraten, also erodiert werden.
Da die innere Oberfläche von Sand größer ist als die eines identischen Volumens gröberer Korngrößen, kann die Verwitterung bei Sand auf größerer Fläche angreifen, sodass einige Minerale, in geologischen Zeiträumen betrachtet, relativ schnell chemisch in Tonminerale umgewandelt oder ganz aufgelöst (z. B. Feldspäte, mafische Minerale oder Karbonate) werden und ihr Anteil an der Gesamtmenge des Sandes im Vergleich zu chemisch resistenteren Mineralen, wie Quarz, deutlich abnimmt.
Durch mechanische Beanspruchung beim Transport ändern sich Form und Größe der Einzelkörner, indem sie entlang der Kristallgrenzflächen gespalten oder indem während des Transports Fragmente herausgebrochen werden. Ecken und Kanten werden umso stärker gerundet und abgeschliffen, je länger der Transportweg ist. Dies ist allerdings kein linearer Prozess: Je runder und kleiner die Körner werden, desto widerstandsfähiger sind sie gegen weitere mechanische Veränderungen. Untersuchungen ergaben, dass häufig ein Transportweg von Tausenden von Kilometern nötig ist, um kantige Sandkörner mittlerer Größe auch nur mäßig zu verrunden.
Beim Transport entlang von Flussläufen können diese Weglängen nur selten erreicht werden, und auch die stetigen Bewegungen in der Brandungszone einer Küste reichen in den meisten Fällen nicht aus, um die heutzutage feststellbare gute Rundung vieler Sandkörner zu erklären, besonders dann nicht, wenn der Sand hauptsächlich aus widerstandsfähigem Quarz besteht. Erklärt wird dies damit, dass der weitaus größte Teil des heute auf der Erde vorkommenden Sandes der Verwitterung von Sandsteinen entstammt und somit schon mehrere Erosions- und Sedimentationszyklen hinter sich hat: Sand wird abgelagert (sedimentiert), überdeckt durch andere Sedimente und dadurch verdichtet. Die Sandkörner werden schließlich während der Diagenese durch ein Bindemittel miteinander verkittet und ein Sandstein entsteht. Wenn ein Sandstein infolge einer tektonischen Hebung wieder an die Erdoberfläche gelangt und dadurch Verwitterung und Erosion ausgesetzt ist, werden die Einzelkörner freipräpariert und beim folgenden Transport wieder ein wenig weiter abgerundet, letztlich abgelagert und es schließt sich ein weiterer Zyklus an. Selbst wenn man eine Zyklusdauer von 200 Millionen Jahren annimmt, so kann ein heutiges, gut gerundetes Quarz-Sandkorn durchaus zehn solcher Zyklen und damit fast die halbe Erdgeschichte durchlaufen haben. Sande als Lockersediment an der Erdoberfläche können immerhin mehr als eine Million Jahre alt sein.
Als Sonderfall ist Sand zu sehen, der aus den Kalkskeletten abgestorbener Meerestiere entstanden ist, beispielsweise aus Muschelschalen oder Korallen. In geologischen Zeiträumen betrachtet ist dieser Sand sehr kurzlebig, da die Einzelkörner während der Diagenese normalerweise so stark verändert werden, dass sie nach einer erneuten Heraushebung und Erosion nicht mehr in ihrer ursprünglichen Form herausgelöst werden können. Zudem verwittert Kalkstein nur in aridem Klima rein physikalisch, ansonsten bevorzugt chemisch, d. h., er wird eher aufgelöst statt in kleine Fragmente zerlegt.

## Begrifflichkeiten
In der Bodenkunde ist Sandboden die grobkörnigste der vier Hauptbodenarten. Die Korngröße Sand, die den Hauptanteil im gleichnamigen Sediment ausmacht, reicht nach der im deutschsprachigen Raum bevorzugten Einteilung nach DIN 4022 von 0,063 bis 2 mm Äquivalentdurchmesser und liegt damit zwischen der Korngröße Schluff (< 0,063 mm) und Kies (> 2 mm). Sand wird weiter unterteilt in:
| Sand (S/Sa)         | Korngröße    |
| ------------------- | ------------ |
| Grobsand (gS/CSa)   | 0,63–2 mm    |
| Mittelsand (mS/MSa) | 0,2–0,63 mm  |
| Feinsand (fS/FSa)   | 0,063–0,2 mm |

In der Praxis findet man jedoch auch davon in gewissem Umfang abweichende Klassengrenzen und Bezeichnungen:
- Feinstsand wird in der Bodenkunde traditionell als 0,125–0,250 mm ausgeschieden – nach DIN wäre diese Korngröße beim Feinsand einzuordnen
- Grobschluff und Sand werden nach der Einteilung nach von Engelhardt seit 1953 als Psammite bezeichnet (im Gegensatz zu den feinkörnigeren Peliten).
- Gröberer Sand heißt in Norddeutschland Grand, eine Bezeichnung, die auch in der Einteilung nach von Engelhardt für einen Korngrößenbereich verwendet wird, der den größten Teil der Grobsand- und der Feinkiesklasse der DIN-Norm umfasst.
- Sande, die hauptsächlich aus Körnern einer Korngröße bestehen, nennt man gut sortiert, in technischem Zusammenhang auch Einkorn-Gesteinskörnung; entsprechend sind schlecht sortierte Sande solche, in denen ein breites Korngrößenspektrum vertreten ist.
- Schlechtsortierte Sande mit hohem Feinanteil sind bindiger als gutsortierte, feine Sande bindiger als grobe: Sie nehmen – unabhängig von jeweiliger Korngröße und der Gesteinsart – mehr Wasser, aber auch mehr Bindemittel auf.
- Geringbindige Sande können bei einem gewissen Wassergehalt „verflüssigt“ werden und sind dann unter dem Begriff Treibsand bekannt.
- Rundsande bestehen primär aus rundlichen Komponenten (wie Geröll oder Kies), kantige Sande aus ebensolchen Körnern (Bruch- und Brechsande). Scharfkantige Sande verhalten sich weniger plastisch, sowohl in der Sedimentation als auch in Baumaterialien, weil sich die Körner verkanten. Sie lassen sich schlechter mischen, sind in Dispersionen weniger fließfähig und führen zu erhöhtem Werkzeugverschleiß. Mit Bindemittel versetzt ergeben sie widerstandsfähige, abrieb- und druckfeste Baumaterialien (siehe dazu auch Sand als endliche Ressource).
- Bruchsand, natürliche scharfkantige Sande als Verwitterungsprodukt
- Quetschsand ist künstlich hergestellter Sand mit gebrochenen, scharfkantigen Körnern, siehe Gesteinskörnung
- Flugsand nennt man den infolge seiner Reinheit, seiner geringen Korngröße und seiner guten Sortierung durch den Wind besonders leicht beweglichen Sand. Bei großflächigem Auftreten tritt er oft in Form von Dünen in Erscheinung.
- Flusssand ist ein feinkörniger Sand, der in einem Fluss von der Strömung transportiert und dabei sortiert wurde und dessen Körner durch Reibung gerundet wurden. Er ist ausgewaschen und hat somit einen geringen Anteil an Schwebstoffen und an wasserlöslichen Stoffen. Er wird daher gern als Rohstoff in der Bauwirtschaft bzw. für die Betonherstellung verwendet. In Sandgruben abgebautes Material muss meist noch gewaschen werden, weil sich tonige und organische Bestandteile angereichert haben.

## Zusammensetzung

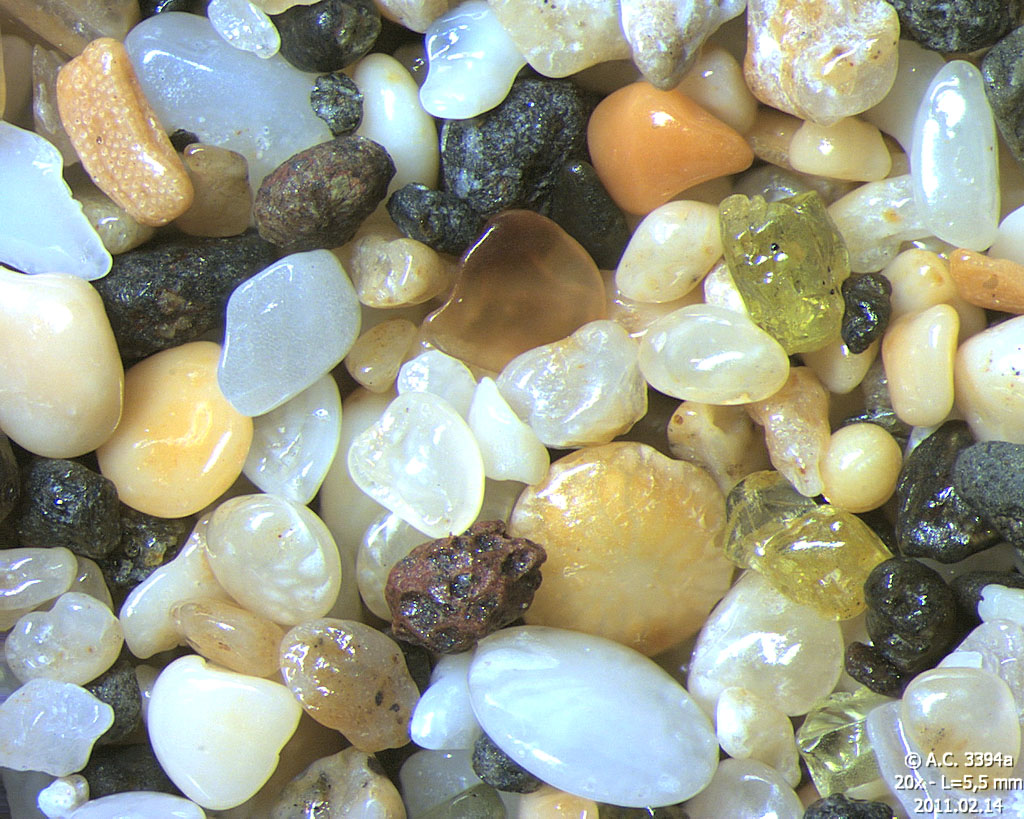
Überwiegend karbonatischer Sand vom Kalalau-Strand auf Kauai, Hawaii-Inseln, mit Korallenbruchstücken und Foraminiferengehäusen, aber auch Olivin- (grünlich) und Basaltkörnern (dunkel). Die Bildbreite beträgt 5,5 mm.

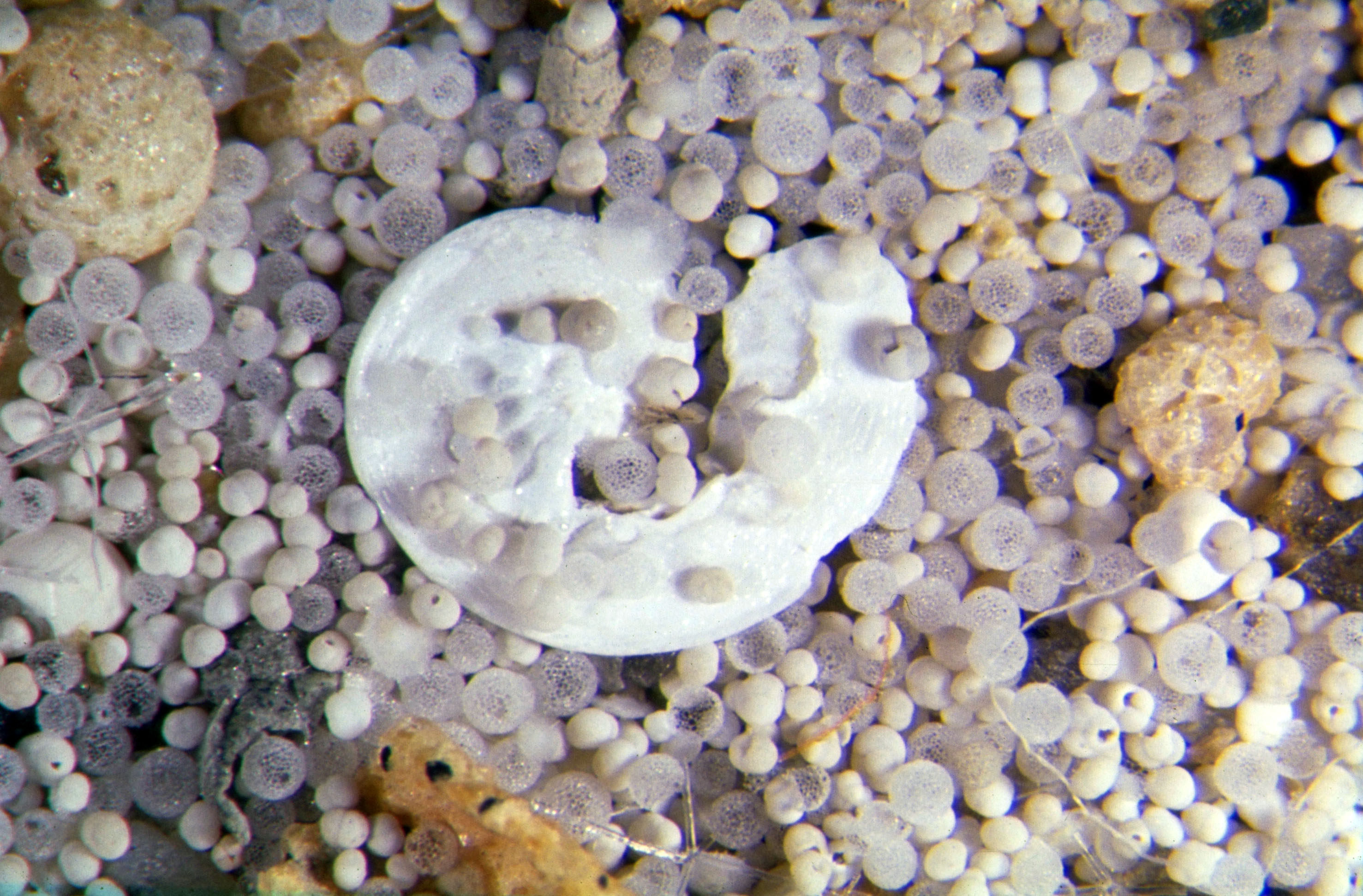
Die ausgesiebte grobere Sandfraktion (> 0,125 mm) der Probe eines 12.000 Jahre alten Sedimentes vom antarktischen Kontinentalhang besteht ausschließlich aus Mikrofossilien: Radiolarien (aus amorphem SiO_{2}, die gräulichen, eigentlich transparenten Sphäroiden), Schwammnadeln (ebenfalls aus amorphem SiO_{2}) und Foraminiferen (aus CaCO_{3} und agglutiniertem Silt/Schluff, die größeren und/oder helleren Sphären). Die Breite des Bildausschnittes beträgt etwa 10 mm.

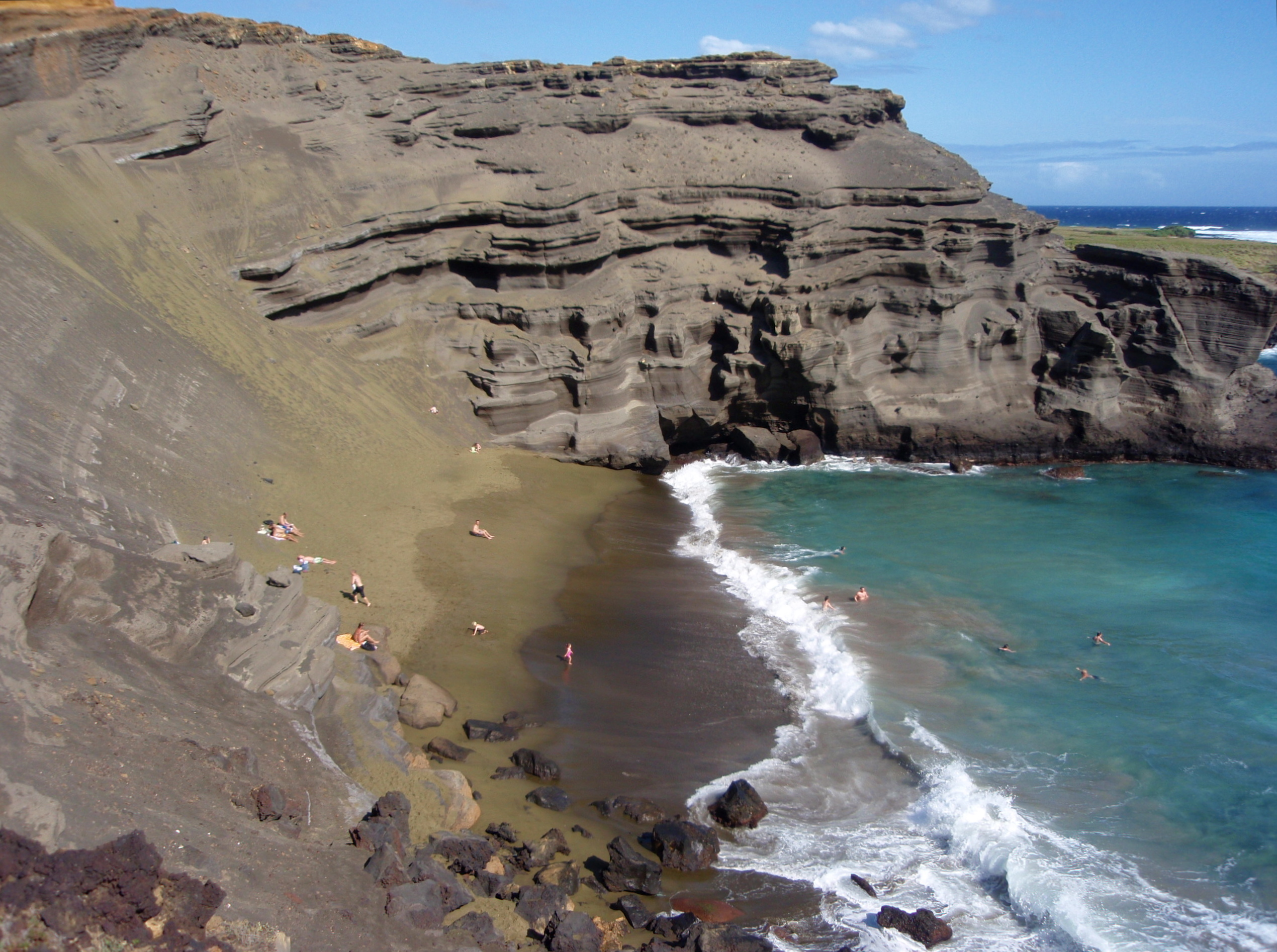
Blick hinunter auf Papakolea Beach (Hawaii-Hauptinsel) mit seinem grünlichen Olivinsand.

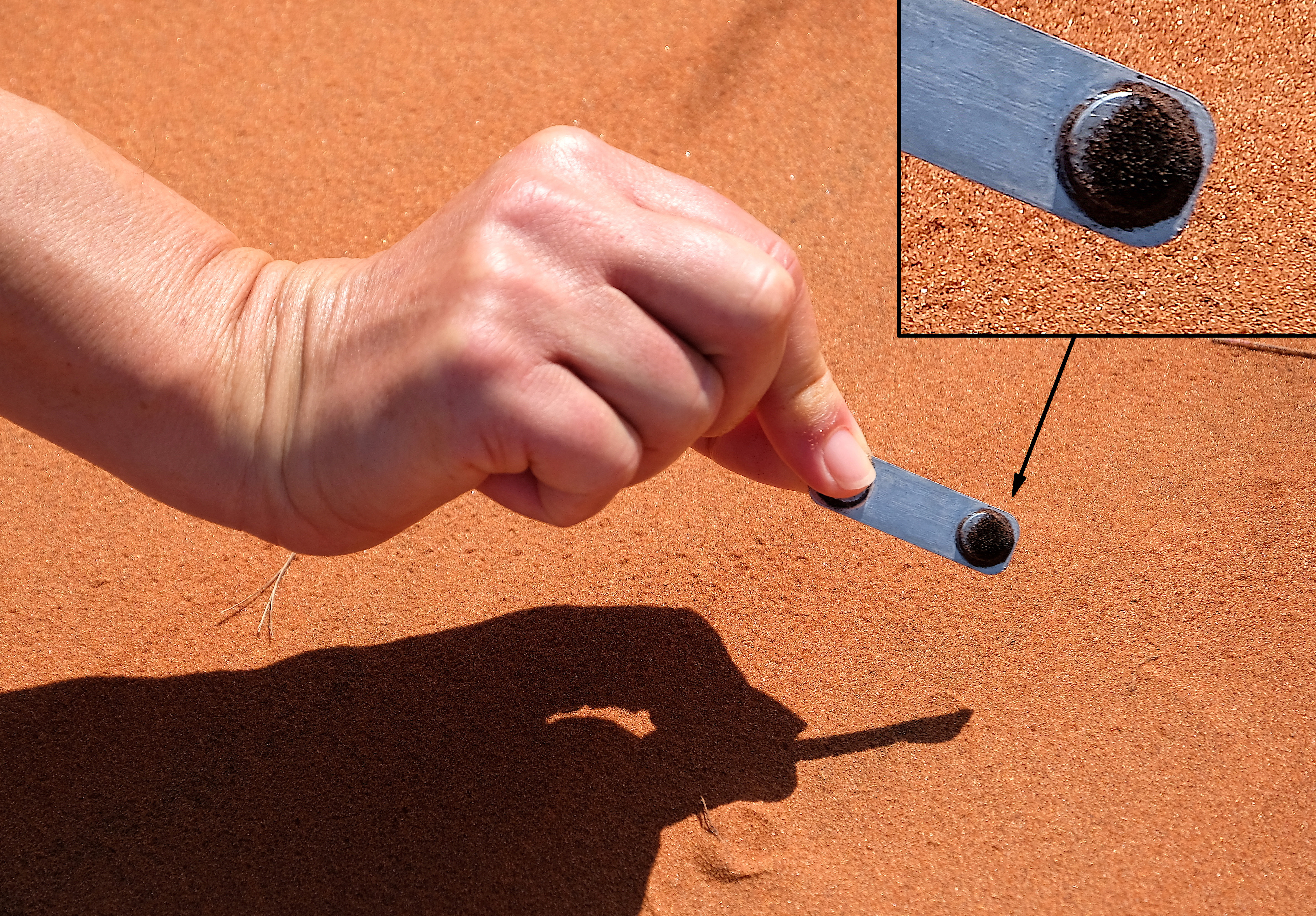
Nachweis ferromagnetischer Minerale (Magnetit, Maghemit) im Dünensand nahe dem Sossusvlei (Namib) mittels eines Magneten.

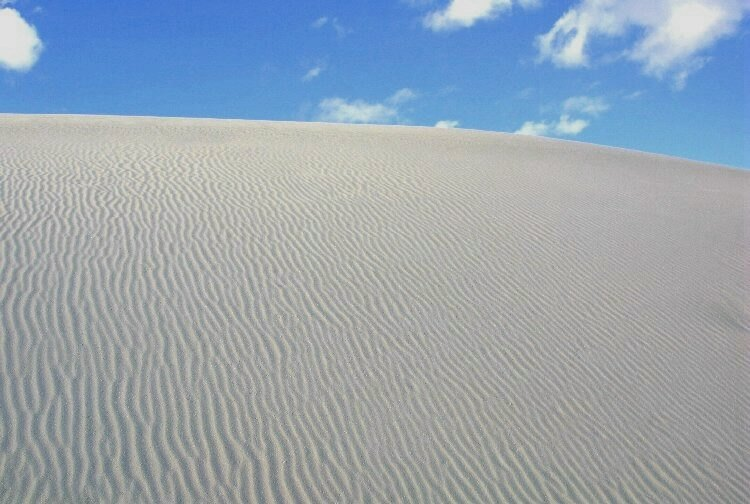
Wind türmt Sandkörner aus natürlichem Gips zu den charakteristischen weißen Sanddünen des White Sands National Monument in New Mexico auf.

Da für die Bezeichnung Sand nur die Korngröße, nicht aber die mineralische Zusammensetzung ausschlaggebend ist, können Sande vielseitig zusammengesetzt sein. Im weit überwiegenden Anteil der heute auf der Erde vorkommenden Sande dominiert der Anteil von Körnern aus Quarz (SiO2) gegenüber anderen Mineralen (Quarzsande im weiteren Sinn). Grund dafür ist der hohe Anteil von Quarz in den Gesteinen der Erdkruste sowie seine relativ große Härte (7 auf der 10-stufigen Mohs’schen Härteskala), sowie seine Resistenz gegen chemische Verwitterung. Je nach lokaler Geologie und sonstigen Gegebenheiten können jedoch auch Sande ganz anderer mineralischer Zusammensetzung auftreten.
- Karbonatsand, benannt nach seinem Hauptbestandteil Kalziumkarbonat (CaCO3), findet sich überwiegend an Stränden von Inseln mit vorgelagertem Korallenriff. Diese werden daher auch engl. back reef sands oder, aufgrund ihres relativ hohen Anteils an Korallenbruchstücken, umgangssprachlich „Korallensand“ genannt. Auch ohne vorgelagertes Korallenriff können unter bestimmten Bedingungen, z. B. in Ermangelung von Quarzsand, an Stränden relativ reine Karbonatsande, dann meist aus mehr oder minder gerundeten Bruchstücken von Molluskengehäusen, akkumulieren, die umgangssprachlich als „Muschelsand“ bezeichnet werden. Molluskenbruchstücke kommen aber auch in quarzdominierten marinen Strandsanden häufig vor.
- Auf Inseln vulkanischen Ursprungs treten Sande auf, die aus der physikalischen Verwitterung von Vulkangesteinen hervorgingen. Dazu gehören unter anderem die grünlichen Olivin- und die dunklen Basaltsande auf den Hawaii-Inseln. Basaltsand besteht, anders als Olivin- oder Quarzsand, aufgrund der überwiegend mikroskopischen Größe der Mineralkörner des Basaltes nicht aus ebensolchen Mineralkörnern, sondern aus sandkorngroßen Gesteinsbruchstücken. Da die Hawaii-Inseln sowohl vulkanischen Ursprungs als auch von Riffen umgeben sind, kommen an deren Stränden auch gemischt karbonatisch-vulkanische Sande vor.
- Während Olivin zu den relativ verwitterungsanfälligen Schwermineralen zählt, können verwitterungsbeständigere Schwerminerale wie Magnetit, Ilmenit, Monazit oder Granat unter geeigneten Sedimentationsbedingungen auch in größerer Entfernung zu ihrem Liefergebiet lokal in form sogenannter Schwermineralsande akkumulieren. Einige solcher Anreicherungen erreichen als Schwermetallagerstätten wirtschaftliche Bedeutung.
- In extrem trockenen Regionen der Erde können auch Sande aus relativ leicht in Wasser löslichen Mineralen entstehen. Ein Beispiel hierfür ist der feine Gipssand, der die weißen Dünen des White Sands National Monument in der Chihuahua-Wüste in New Mexico bildet.

Neben den natürlich vorkommenden Sanden werden auch künstlich hergestellte feine Mineralgranulate als „Sande“ bezeichnet. Dazu zählt unter anderem als Hüttensand bezeichnete gemahlene Hochofenschlacke.

## Eigenschaften

### Mechanische Eigenschaften
Die mechanischen Eigenschaften eines Sandes werden von der Beschaffenheit (Form, Größe, Material) der Sandkörner bestimmt.
Der Reibungswinkel von Sandkegeln (auch Schüttwinkel bzw. stabiler Hangwinkel genannt) hängt von der inneren Reibung eines Sandes ab, die stark von der Form und der Größenverteilung der Sandkörner beeinflusst wird. Bei natürlichen Sanden mit guter Sortierung oder bei gesiebten Sanden (jeweils geringe Varianz bei den Korngrößen) liegt er im Falle einer allgemein guten Kornrundung bei 30°, im Falle vorwiegend kantiger Körner bei bis zu 35°. Bei schlecht sortierten Sanden (hohe Varianz bei den Korngrößen) mit dichter Kornpackung (kleinere Körner liegen in Zwischenräumen größerer Körner) kann der Schüttwinkel noch darüber liegen.
Die Rohdichte (das Raumgewicht) eines trockenen Sandes γt ergibt sich aus der mittleren Dichte der Sandkörner γs und dem Anteil des Porenvolumens (Kornzwischenraumvolumens) am Gesamtvolumen n nach der Formel
γt = (1 − n) γs .
In Mitteleuropa haben Sande ihren Ursprung nicht selten in quarz- und feldspatreichen Kristallingesteinen wie Granit und Gneis, zumeist aber in (Quarz-)Sandsteinen. Die Körner typischer mitteleuropäischer Sande haben somit eine mittlere Dichte, die ungefähr der von Quarz entspricht (2,6 g/cm³). Für einen Sand mit einem nicht unüblichen Porenvolumen von rund 40 % ergibt sich somit ein Raumgewicht von rund 1,6 g/cm³. Bei wassergesättigten Sanden ist die Dichte des Wassers ρH2O (≈ 1 g/cm³) zu berücksichtigen. Die entsprechende Formel lautet
γg = (1 − n) γs + n ρH2O = γs − n (γs − ρH2O) .
Damit ergibt sich für einen typischen mitteleuropäischen Sand mit einem Porenvolumen von rund 40 % bei Wassersättigung ein Raumgewicht von rund 2,0 g/cm³. Generell zu beachten ist, dass auch hier die Kornsortierung, d. h. die Breite des Korngrößenspektrums, einen Einfluss hat, denn je größer die Varianz in der Korngrößenverteilung, desto kleiner der Porenraum und desto größer folglich das Raumgewicht.

### Thermische Eigenschaften
Die Wärmeleitfähigkeit von Sand hängt, wie u. a. auch die anderer Lockersedimente bzw. Bodenarten, im Wesentlichen von drei Faktoren ab: von der mittleren Wärmeleitfähigkeit des Kornmaterials, z. B. Quarz ≈ 8,0 W/(m·K), vom Porenraumvolumen und vom Wassergehalt im Porenraum (Wassersättigung). So nimmt bei jeweils gleicher mineralischer Zusammensetzung bei trockenem Sand die Wärmeleitfähigkeit mit abnehmendem Porenraumvolumen (zunehmender Kornpackungsdichte) aufgrund der größeren Gesamtkontaktfläche der Körner zu. Noch stärker nimmt die Wärmeleitfähigkeit mit dem Wassersättigungsgrad zu, da Wasser mit 0,6 W/(m·K) ein besserer Wärmeleiter als Luft mit 0,03 W/(m·K) ist. Typische Werte für die Wärmeleitfähigkeit von trockenem Quarzsand(boden) sind 0,3 W/(m·K) (Porenraumvolumen/Festkörpervolumen ≈ 1) bis 0,6 W/(m·K) (Porenraumvolumen/Festkörpervolumen ≈ 0,5). Bei einem Wassersättigungsgrad von 100 % kann der Wert eines geringporösen Sandes bzw. Sandbodens knapp 3,0 W/(m·K) betragen.

## Verbreitung

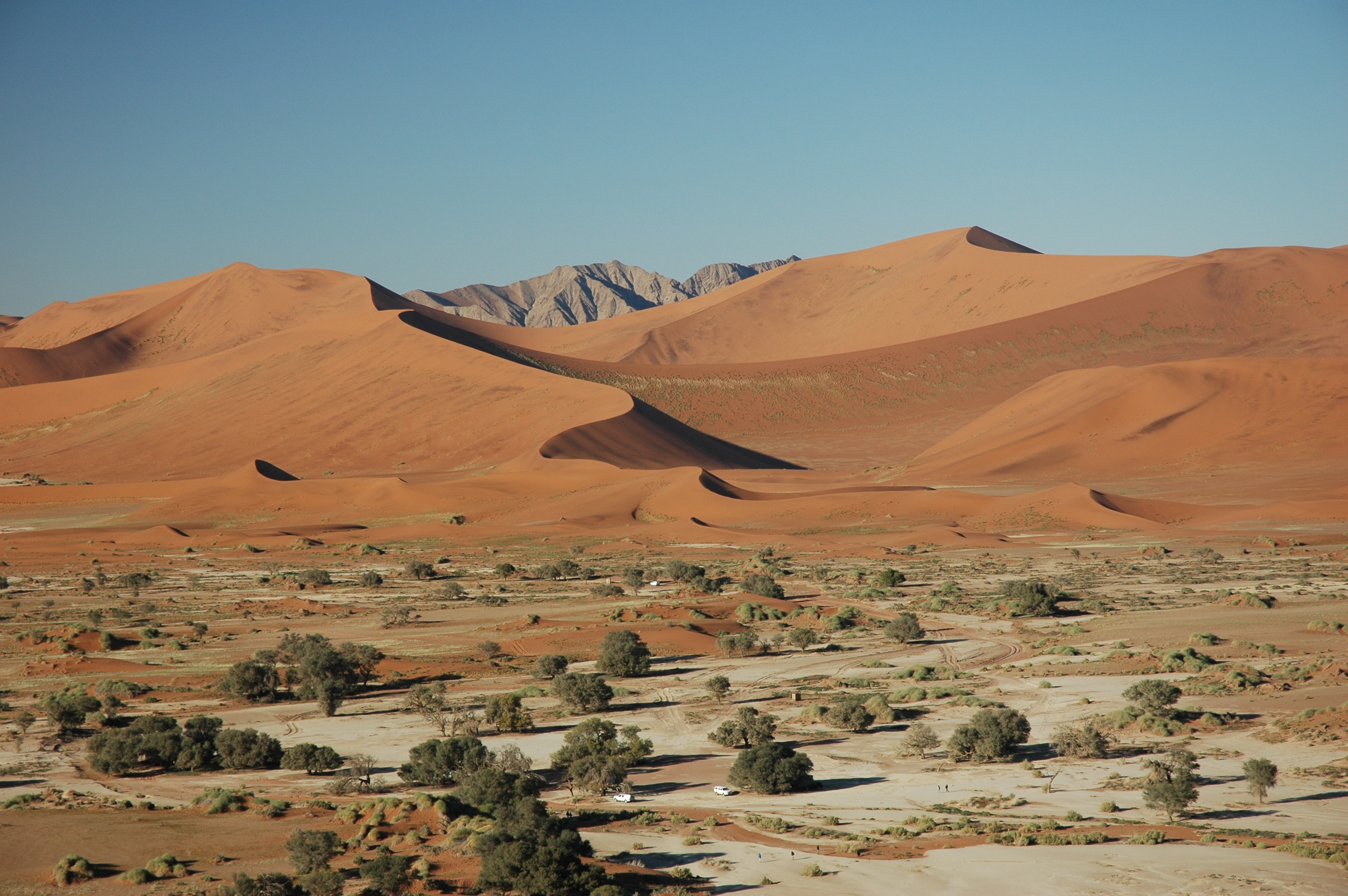
Sanddünen am Sossusvlei im Südwesten Namibias

Sand, und in diesem Zusammenhang bezieht sich die Bezeichnung vor allem auf Quarzsand, kommt in mehr oder weniger großer Konzentration überall auf der Erdoberfläche vor. Es gibt jedoch deutliche Unterschiede in der Größe der Vorkommen, die durch Faktoren wie Ausgangsgestein, Klima, regionale und lokale geologische Gegebenheiten, Relief und Transportmedium bedingt sind. Sand ist ein Sediment und findet sich daher vor allem in Sedimentbecken. Im Hochgebirge, einem ausgesprochenen Erosionsgebiet, ist Sand daher nur vereinzelt zu finden, vor allem in Moränen von Talgletschern und in den Ablagerungen der Fließgewässer. Im Mittelgebirge, aber überwiegend in Tiefebenen werden hingegen große Mengen Sand von mäandrierenden Flüssen transportiert und sedimentiert. Auch am Grund von Seen gibt es teils mächtige Sandablagerungen, insofern dort größere Flüsse einmünden. Von Sandbänken und Überschwemmungsflächen kann feiner Sand ausgeblasen und über weite Strecken transportiert werden (äolischer Transport), wie überhaupt das Fehlen einer geschlossenen Vegetationsdecke das Angreifen des Windes begünstigt. So ist für viele Menschen der Begriff „Wüste“ mit dem Bild von Dünen verbunden, und tatsächlich sind große Teile der Sahara und der Namib sowie die westasiatischen Wüsten als sog. Sandwüsten von Sand geprägt (wenn er auch nicht immer in Form von Dünen auftritt). In den kalten Klimazonen sind weite Sandflächen in der Umgebung von Vorlandgletschern und Inlandeis zu finden, die man als Sander bezeichnet. Die Schmelzwässer der Inlandeisschilde der letzten Eiszeiten sind beispielsweise verantwortlich für den Sandreichtum Norddeutschlands und insbesondere Brandenburgs. Nennenswerte Sandablagerungen gibt es auch, wo Flüsse unter Bildung eines Deltas ins Meer münden. Der Sand wird dann durch küstenparallele Strömungen weiterverteilt und tritt an Flachküsten als Strand und Sandbank in Erscheinung. Bei Stürmen wird dieser Sand aufgewühlt und von den Küstenbereichen weg transportiert. So werden durch Flüsse, Strömungen und Stürme große Mengen Sand auf den Kontinentalschelfen abgelagert, von wo aus Teile durch Suspensionsströme bis in die Randbereiche der Tiefsee-Ebenen gelangen.
Generell lässt sich auch sagen, dass es dort besonders große Sandvorkommen gibt, wo Sandstein an der Erdoberfläche ansteht und somit als Ausgangsmaterial dienen kann. In Gebieten, in denen der Untergrund überwiegend aus Kalkstein besteht, und in denen humides Klima herrscht, dominiert hingegen chemische Verwitterung: Das Gestein wird eher aufgelöst als zerkleinert und das Gelände weist den typischen Formenschatz des Karstes auf. Kalksand hat unter diesen Bedingungen aufgrund seines großen Oberfläche-Volumen-Verhältnisses nur eine geringe Lebensdauer. So lässt sich beispielsweise die weitgehende Abwesenheit von Sandstränden an der kroatischen Küste erklären, denn sowohl an der Küste selbst als auch in weiten Gebieten des Landesinneren beißen ausschließlich karbonatische Gesteine aus (dinarischer Karst). Weiterhin spielt die chemische Verwitterung auch in den kontinentalen, immerfeuchten Tropen eine bedeutende Rolle, und auch hier sind aus diesem Grund größere Sandvorkommen eher selten.
Durch Wind bewegter Sand und andere feinkörnige Sedimente können nach dem Prinzip des Sandstrahlgebläses an Felsformationen Korrasion (Windschliff, Winderosion) bewirken und charakteristische, mitunter bizarre Erosionsformen, beispielsweise Windkanter, Pilzfelsen oder Yardangs, herausbilden.

## Sand als Lebensraum

### An Land

#### Mitteleuropa

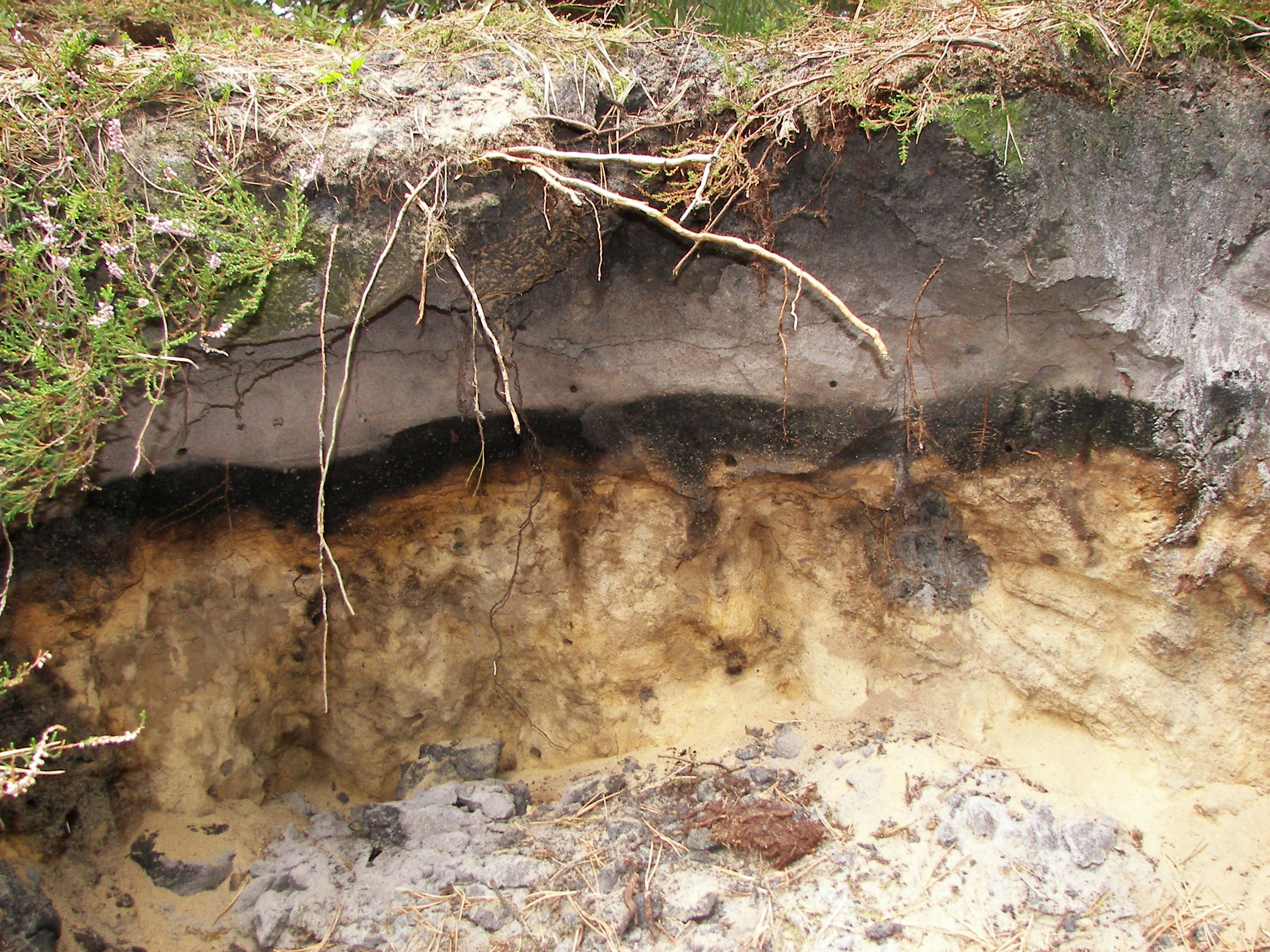
Angeschnittener Boden in der Lüneburger Heide: Podsol mit relativ reinem Sand als Unterboden

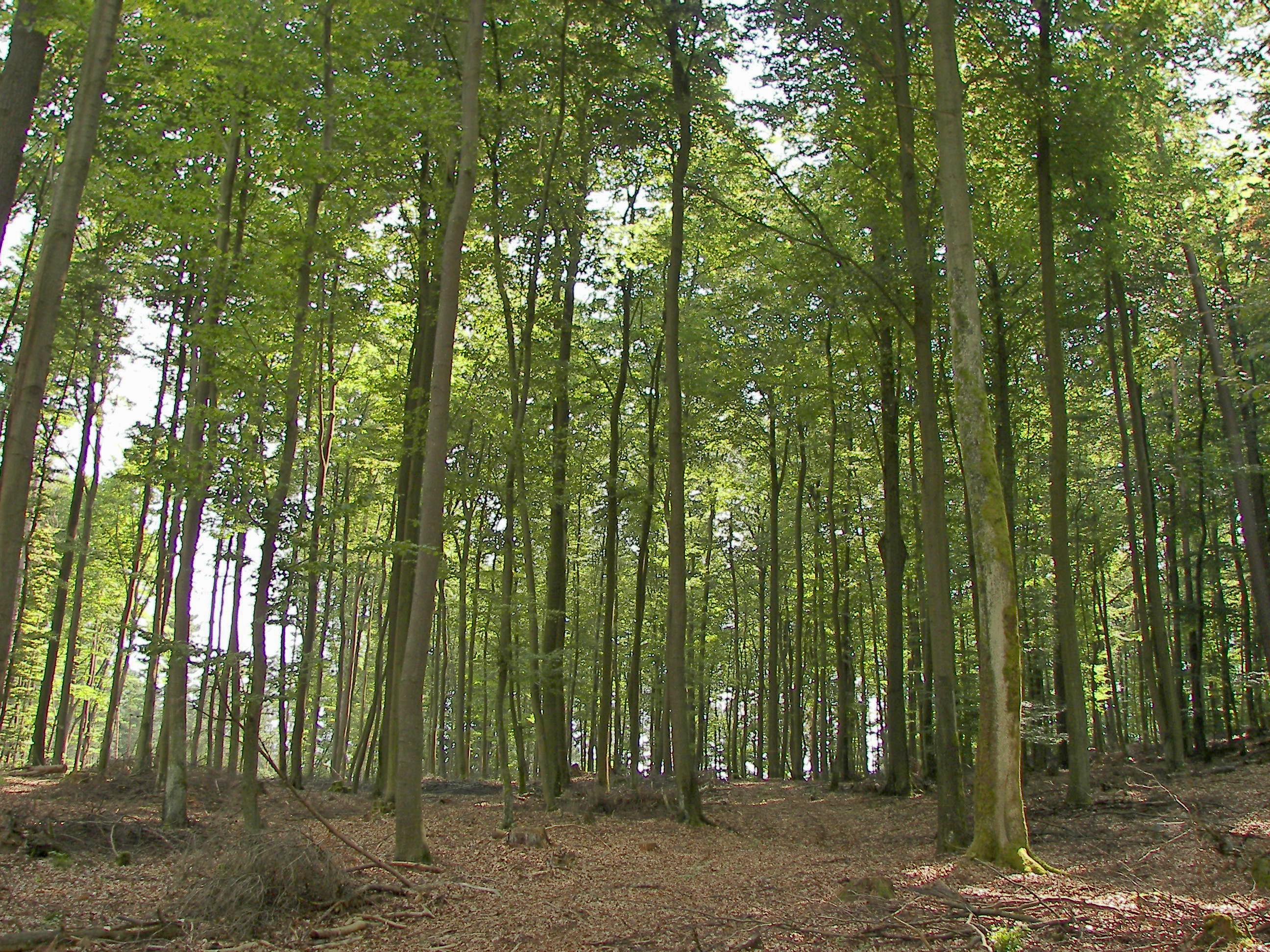
Buchenwald im Burgwald (Hessen), einem Buntsandsteingebiet

Reine Sandböden bestehen in Mitteleuropa, wie fast überall auf der Welt, zum allergrößten Teil aus Quarzkörnern. Die durch Sandböden gekennzeichneten Tiefländer Nordmitteleuropas werden auch als Geest bezeichnet. Sie sind das Resultat pleistozäner Sandablagerungen. In Mittel- und Süddeutschland bestehen Sandbodenlandschaften vor allem in Gegenden, in denen die Sand-, Schluff- und Tonsteine der Buntsandstein-Serie großflächig ausbeißen.
Quarzsandböden gehören zu den am wenigsten fruchtbaren Bodenarten, da Minerale, die bei ihrer Verwitterung Nährstoffe freisetzen bzw. speichern können, in solchen Böden kaum zur Verfügung stehen. Auch versickert Wasser relativ schnell in dem relativ grobporigen Substrat und Nährstoffe werden rasch ausgewaschen. Als Boden entwickeln sich bevorzugt Podsole oder podsolige Braunerden. Die Sandbodenlandschaften Mitteleuropas sind jedoch nicht vergleichbar mit den relativ kahlen und vermeintlich toten Wüsten Afrikas oder Australiens. Da hierzulande ausreichend Wasser vorhanden ist, werden offene Sandflächen relativ zügig von Pionierpflanzen, wie dem Strandhafer (Ammophila spp.), der Sandsegge (Carex arenaria), dem Silbergras (Corynephorus canescens) und den Quecken (Agropyron spp.) besiedelt. Später folgen u. a. Heidekräuter (Erica spp.), die an die relativ trockenen Standorte sehr gut angepasst sind. Unter natürlichen Bedingungen würden sich letztlich Buchen- oder Eichen-Birken-Mischwälder entwickeln, die zahlreichen Pflanzen und Tieren einen Lebensraum bieten.
In Mitteleuropa existieren aber kaum mehr ursprüngliche Landschaften. Die Sandböden werden forstwirtschaftlich genutzt und tragen meist Kiefernmonokulturen, wie in Brandenburg oder in der Altmark. Die offene Landschaft, z. B. der Lüneburger Heide, ist durch Rodung ehemals vorhandener Wälder entstanden und damit ebenfalls eine Kulturlandschaft.
Da die noch vorhandenen natürlichen Lebensgemeinschaften der Sandlandschaften Mitteleuropas durch den Einfluss des Menschen in ihrem Bestand bedroht sind, werden Maßnahmen getroffen, um sie unter Schutz zu stellen. Ein Beispiel hierfür war der Biotopverbund Sandachse Franken.

#### Übrige Welt

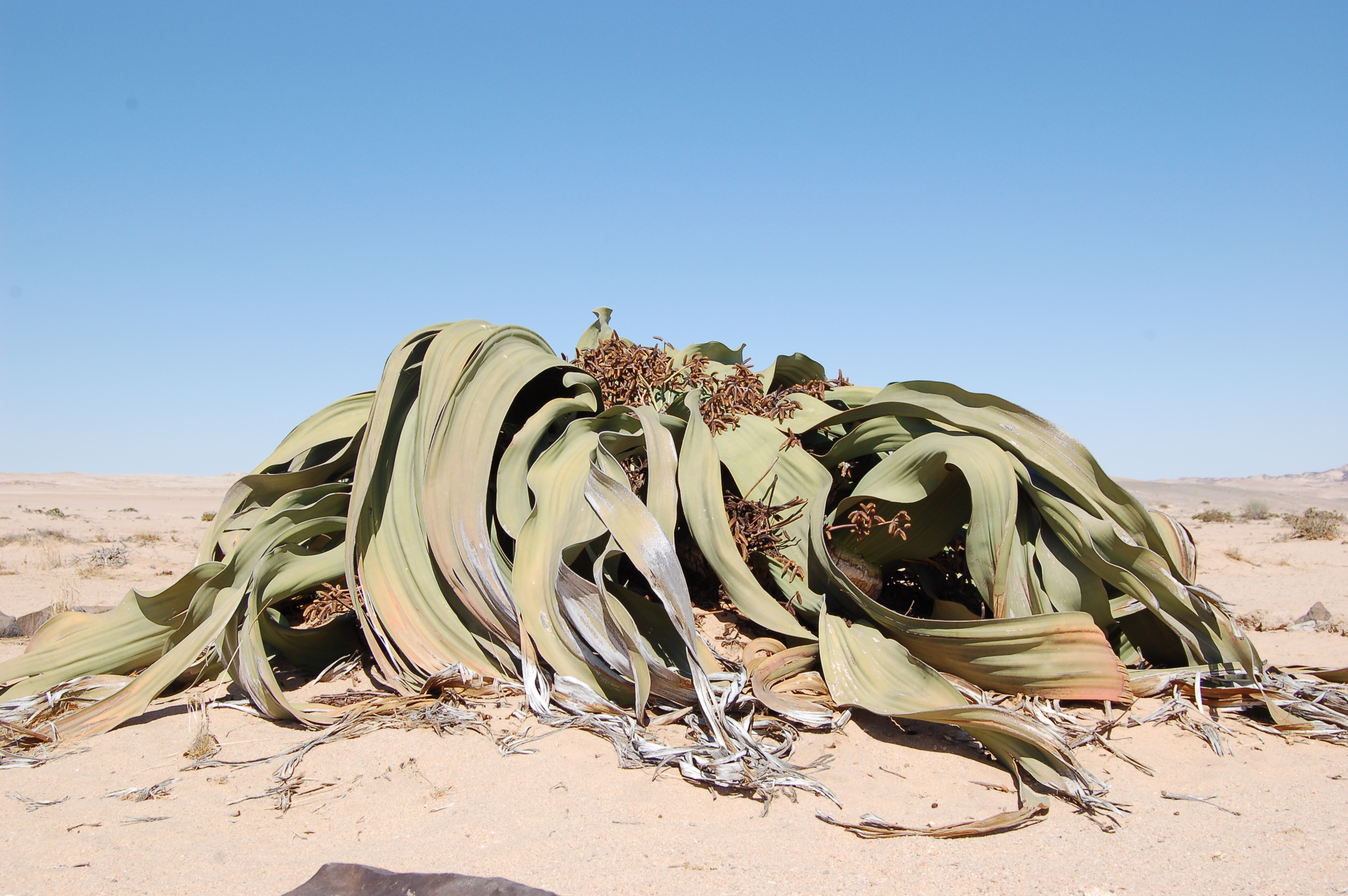
Welwitschie

Nicht nur im humiden Klima Mitteleuropas dienen Sandlandschaften als Lebensraum. Auch in den eher lebensfeindlichen Sandwüsten Afrikas, Asiens und Australiens leben zahlreiche Tier- und Pflanzenarten, die sich im Laufe der Evolution an die extremen Bedingungen angepasst haben. Als Beispiel für eine Pflanze ist die Welwitschie (Welwitschia mirabilis) zu nennen, die nur in der Namibwüste vorkommt. Von den Landwirbeltieren sind es vor allem die Schuppenkriechtiere, die mit den extremen Bedingungen am besten zurechtkommen. Ein besonders spektakuläres Beispiel ist der Dornteufel (Moloch horridus) in der australischen Wüste. Da die Sandflächen tagsüber von der Sonne auf über 60 °C erhitzt werden, bewegen sich zahlreiche Tiere durch den Sand „schwimmend“ fort, u. a. der Apothekerskink (Scincus scincus) und die Beutelmulle (Notoryctes spp.) in Australien oder der Nebeltrinkerkäfer (Onymacris unguicularis) in der Namib. Ebenfalls in der Namib lebt der Palmatogecko, der die Tageshitze durch Nachtaktivität umgeht. Seine Füße sind mit Zwischenzehenhäuten ausgestattet, durch die er sein Körpergewicht auf einer größeren Fußsohlenoberfläche verteilen kann und so im lockeren Wüstensand nicht einsinkt.

### In Gewässern

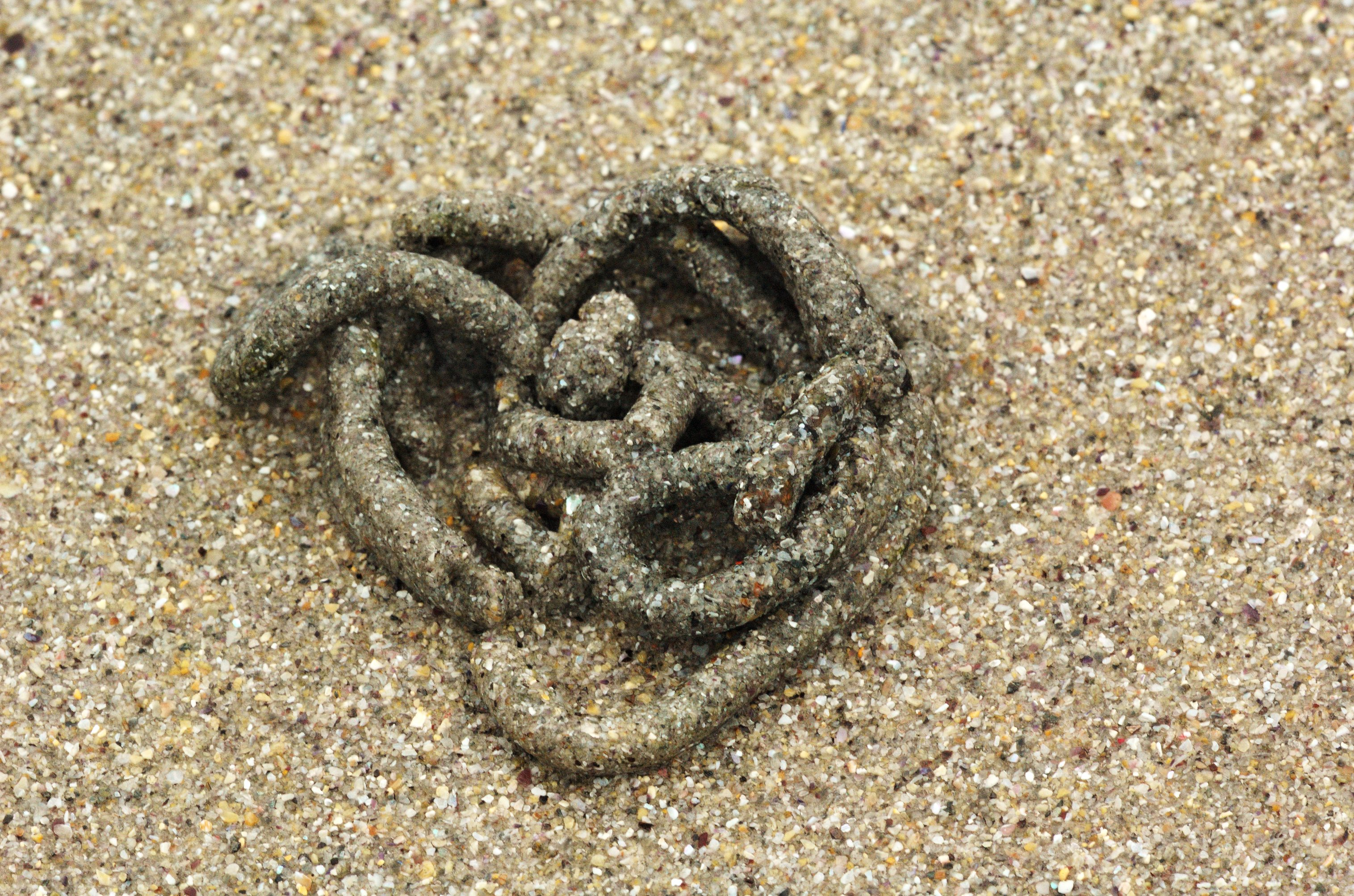
Kotschnüre des Wattwurms (Arenicola marina) in einem Sandwatt in der Bretagne

Sandiges Sediment tritt am Grund von Seen, Flüssen und küstennahen Meeresregionen auf. Im Hinblick auf seine Funktion als Lebensraum wird es auch als sandiges Substrat bezeichnet. Die Lebensgemeinschaft, die sich auf sandige Substrate spezialisiert hat, wird Psammon genannt. Hierbei wird das Makropsammon vom Mesopsammon unterschieden. Zum Makropsammon gehören strudelnde und sedimentfressende sowie einige wenige räuberische Invertebraten. Im Süßwasser sind dies vor allem Muscheln und Schnecken, im Meer auch Krebstiere, insbesondere die Thalassinidea (Maulwurfkrebse), Borstenwürmer, Seeigel und Seesterne. Bauten von Organismen des Makropsammons sind in Sandsteinen fossil überliefert (z. B. Ophiomorpha, Arenicola oder Skolithos). Beim Mesopsammon handelt es sich um Eukaryoten und verzwergte Invertebraten, die im Porenraum des Sediments leben. Dies sind Ciliaten, Urochordaten, Nematoden und verzwergte Vertreter der Weichtiere, Stachelhäuter, Borstenwürmer und Krebstiere. Im Süßwasser gehören auch Insektenlarven dazu.

## Verwendung

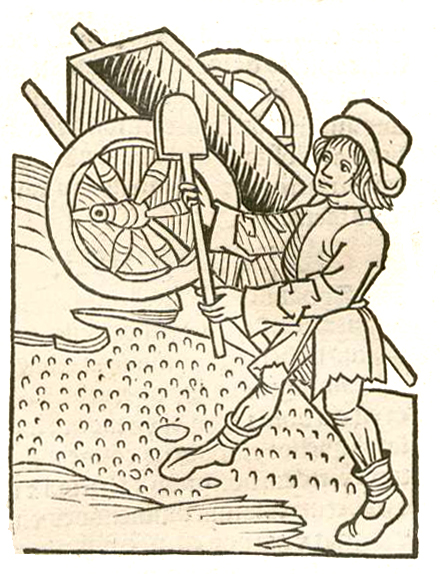
Historische Darstellung des Sandabbaus. Hortus sanitatis. Mainz 1491

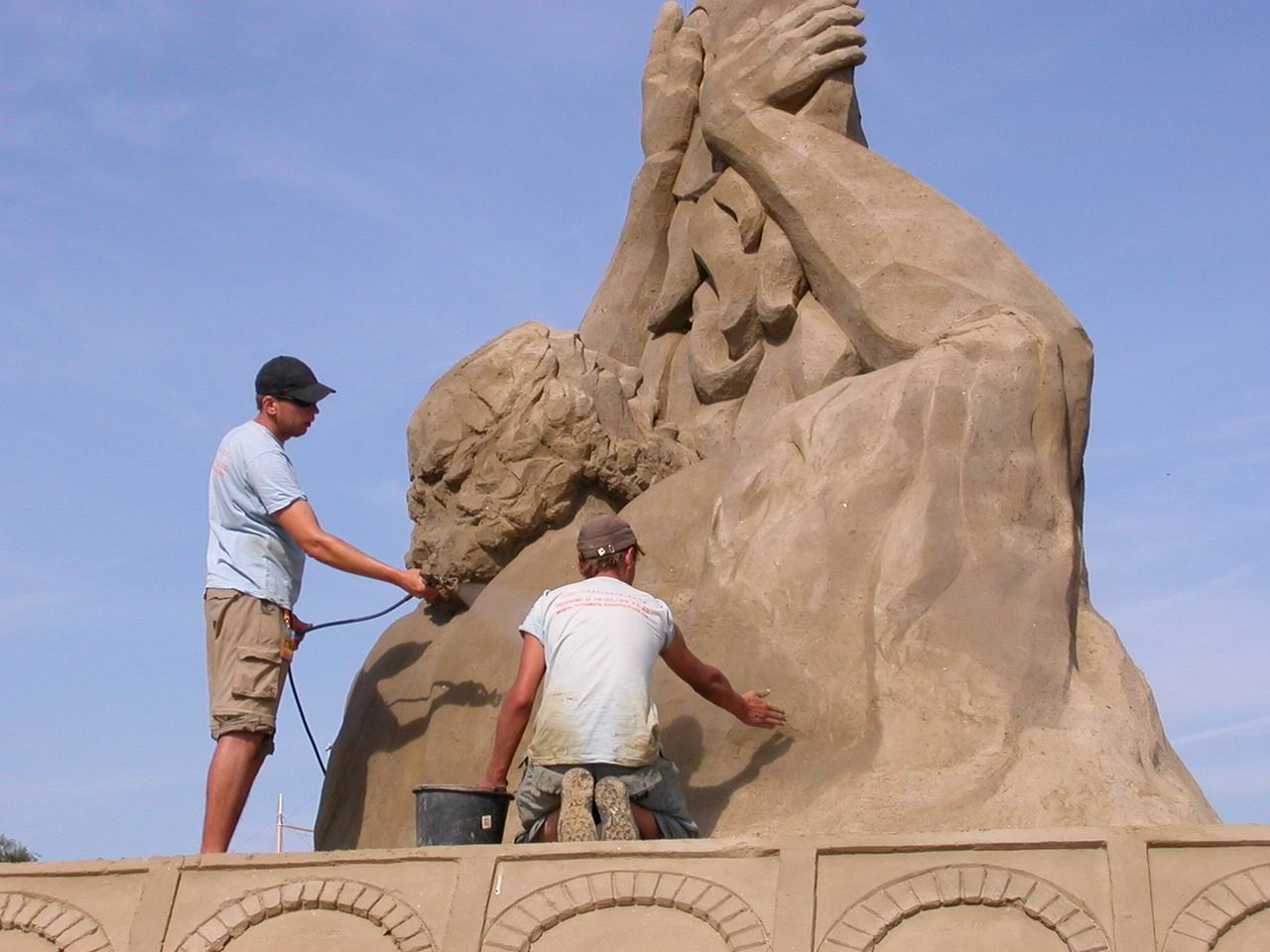
Modellierung einer Sandskulptur beim Sand World Festival 2003 in Lübeck-Travemünde

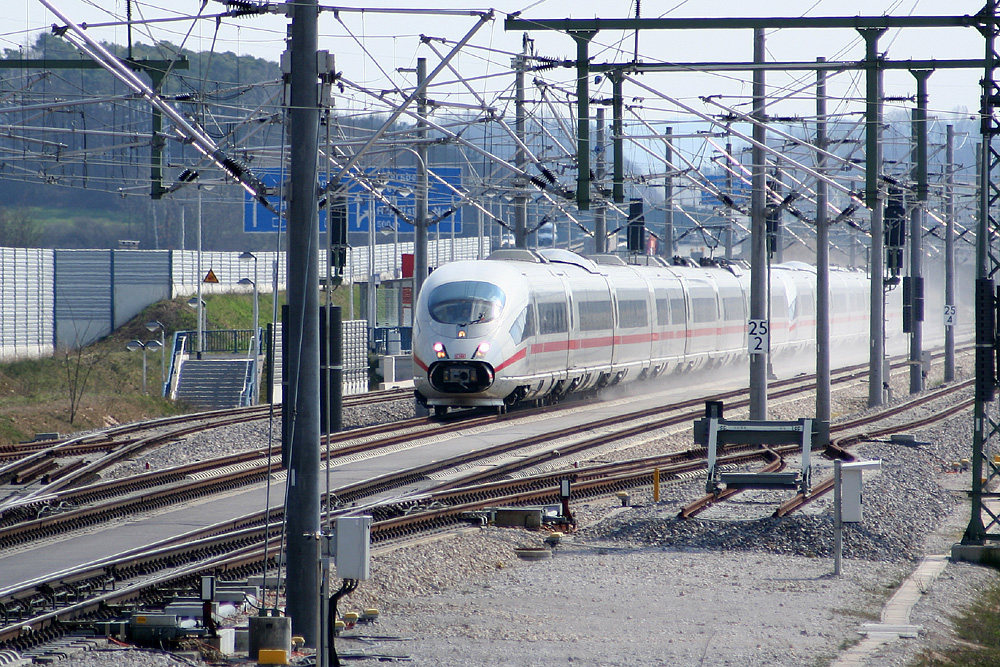
Ein ICE 3 stößt an zahlreichen Drehgestellen Bremssand aus

Sand ist, neben Luft und Wasser, die meistgenutzte natürliche Ressource der Erde. Von den jährlich in Bergwerken, Steinbrüchen usw. abgebauten 47 bis 59 Milliarden Tonnen an Erzen, Salzen, Kohlen sowie Steinen und Erden stellen Sande zwischen 68 und 85 Prozent. Die Örtlichkeiten, in denen Sand abgebaut wird, werden als Sand- und Kiesgruben oder -werke bezeichnet.
In vielen Wirtschaftszweigen ist Sand ein wichtiger Rohstoff oder Ausgangsstoff für die verwendeten Rohmaterialien. In erster Linie dient er als Baustoff im Tief-, Verkehrswege- und Erdbau. Des Weiteren stellt Sand einen wesentlichen Zuschlagsstoff (Gesteinskörnung) bei Baustoffen wie Beton und Mörtel dar, der als gut formbare Masse, auch für die Innen- und Fassadenverzierung von Gebäuden verwendet wird. Im Bauwesen unterscheidet man Grubensande, Bruchsande, Brechsande, Fugensande, Flusssande und Meeressande. Quarzreicher Sand ist zudem ein Rohstoff für die Zementherstellung.
Wüstensand hingegen ist für die Bauindustrie nicht brauchbar, da die Sandkörner durch den Wind rund geschliffen sind und sich durch die fehlenden Kanten nicht mehr verhaken können (siehe auch: Sand als endliche Ressource).
Quarzsand wird auch als Strahlmittel beim Kugelstrahlen („Sandstrahlen“) eingesetzt. Als Ersatzmittel wird zunehmend feinkörniger Korund eingesetzt, da der Silikastaub eine Silikose („Staublunge“) hervorrufen kann. Zudem eignet sich Sand als Schleif-, Scheuer- (Scheuersand) und Poliermittel. Quarzsand ist auch Grundstoff für die Glasherstellung. Ferner dient Quarzsand als Rohstoff für die Gewinnung von reinem Silizium als Ausgangsstoff für die Fertigung von Bauteilen der Halbleitertechnik und Halbleiterelektronik.
Weiterhin wird Sand als Filtermedium in der Wasser- und Abwasseraufbereitung sowie in der Entwässerungstechnik (zum Beispiel bei Retentionsbodenfiltern) verwendet. Sande aus verschiedenen Materialien (Quarz, Korund, Zirkon) dienen als formgebendes Medium beim Sandgussverfahren.
Da Sand ein verhältnismäßig großes Porenvolumen hat, sind unterirdische Sand- und Sandsteinvorkommen wichtig als natürliches Speichermedium für Trinkwasser, Erdöl und Erdgas. Nahe der Erdoberfläche kann Sand auch als Ölsand energiewirtschaftliche und -politische Bedeutung haben.
Für den Fremdenverkehr ist Sand eine besondere Attraktion, wenn es oberflächliche Sandvorkommen in Form von Sandstränden und Dünen an der Küste gibt. Zudem findet er als Gestaltungselement in der Landschaftsplanung, im Gartenbau, im Sportbereich und auf Kinderspielplätzen (Sandkasten) Verwendung. Gewisse Sandarten eignen sich als Baustoff für Sandskulpturen.
Schienenfahrzeuge verfügen meist über eine Sandstreueinrichtung, aus der Sand auf die Schienen abgegeben werden kann, um den Reibungswiderstand der Schiene während des Bremsvorganges oder Anfahrens des Zuges zu erhöhen. Streusand wird im Winter bei Glatteis auf Fahrbahnen sowie Rad- und Fußwegen zur Wiederherstellung eines annähernd normalen Reibungswiderstandes des Untergrundes eingesetzt.
In der Vergangenheit (17. oder 18. Jahrhundert) wurde Sand als Schreibsand (auch Streusand genannt) zum Trocknen der schreibnassen Tinte verwendet, später aber durch Löschpapier ersetzt.
In Sanduhren rieselt sehr feinkörniger, gut sortierter, reiner trockener Quarzsand durch eine kleine Öffnung. Ein unter der Bezeichnung Vogelsand gehandeltes Gemisch aus überwiegend feinem Quarzsand wird als Einstreu in Vogelkäfigen verwendet. Es dient nicht nur der Hygiene, sondern unter anderem den Vögeln auch als Verdauungshilfe. Sandsäcke dienen als behelfsmäßiger Hochwasserschutz und als Schutz vor Geschossen im militärischen und zivilen Bereich.

## Sand als endliche Ressource
Nur Quarzsande mit bestimmten kompositionellen und texturellen Eigenschaften können in der Bauindustrie zur Herstellung von Mörtel und Beton verwendet werden. Der jährliche Verbrauch von Sand und Kies betrug 2018 rund 40 Milliarden Tonnen (hauptsächlich zur Herstellung von Beton). Durch das weltweite Bevölkerungs- und Städtewachstum und die damit verbundene Bautätigkeit besteht eine große Nachfrage nach geeignetem Sand, dessen natürliche Vorkommen in manchen Regionen fast erschöpft sind. Sand wird nach Wasser als der nach Volumen zweitwichtigste Rohstoff der Welt betrachtet. Die große Nachfrage führte bereits zu internationalen Konflikten. Der französische Regisseur Denis Delestrac drehte 2012 den Dokumentarfilm Sand Wars (deutsche Fassung: Sand – die neue Umweltzeitbombe) über die Auswirkungen des Bausandmangels und die ökologischen und ökonomischen Auswirkungen des legalen und illegalen Sandabbaus und -handels.
Indien ist ein Hauptexportland von Bausand. Dort gehören Berichte über die sogenannte Sandmafia zu den Alltagsnachrichten. Die Umweltschützerin Sumaira Abdulali hat sich in Indien mit ihrem Kampf gegen die Sandmafia einen Namen gemacht. Ein weiterer Brennpunkt illegalen Sandabbaus ist Marokko. Dort findet nach einem Bericht der Santa Aguila Foundation aus dem Jahr 2007 der weltweit größte Abbau von Küstensanden statt, und Angaben des Deutschlandfunks aus dem Jahr 2016 zufolge seien dort „bereits die Hälfte der Strände widerrechtlich abgetragen worden.“ Aus dem Viktoriasee wird, ermöglicht durch eine unklare Gesetzeslage, in großem Maßstab Sand für die Großbaustellen im infolge umfangreicher chinesischer Investitionen boomenden Uganda gefördert, was zu Landverlusten und Konflikten mit den Fischern am See führt. Das Emirat Dubai (Vereinigte Arabische Emirate) verfügt über viel Sand, doch ist Wüstensand als Bausand nicht gut geeignet: Er ist zu feinkörnig und die Körner sind zu rund. Stattdessen wurde für die zahlreichen lokalen Bauvorhaben bis Anfang der 2010er Jahre Sand vom Meeresboden verwendet, mit schwerwiegenden Folgen für das betroffene benthische Ökosystem. Außerdem muss Meeressand aufwändig von Salz gereinigt werden, bevor er als Bausand verwendet wird, da sonst die Bewehrung im Stahlbeton korrodiert. Weil diese Vorkommen mittlerweile fast erschöpft sind, importiert Dubai nunmehr Bausand in großem Umfang per Schiff aus Australien. Weltweit werden mit Saugbaggern etwa vier bis acht Milliarden Tonnen Sand pro Jahr von den Meeresböden abgesaugt.
In Deutschland regt sich lokal zunehmend Widerstand gegen die Ausweitung des Sandabbaus, durch die unter anderem eine unkontrollierte Zerstörung von Landschaft und Ackerflächen befürchtet wird.
Analog zu „Peak Oil“ wird im Zusammenhang mit der Begrenztheit der Ressource Bausand der Begriff „Peak Sand“ gebraucht. Negative Effekte des Abbaus weit größerer Sandmengen, als im Zuge des Gesteinskreislaufes in Tiefebenen, an den Küsten und auf den küstennahen Schelfen wieder akkumulieren können, werden durch anderweitige menschliche Aktivitäten noch verstärkt: Große Stauseen bilden in Gebirgsregionen ausgedehnte künstliche Sedimentationsräume, in denen sich die in den Oberläufen der Flüsse transportierten Sande ablagern und nicht mehr in die Tiefebenen und Küstengewässer gelangen. Dies verstärkt die natürliche Küstenerosion. Das UN-Umweltprogramm fordert deshalb unter anderem ein Verbot von Sandabbau an Küsten.
Der Bedarf an natürlichen Bausanden könnte durch Frischbetonrecycling sowie durch die bevorzugte Nutzung von recyceltem Bauschutt (sogenannte rezyklierte Gesteinskörnungen) und der feinkörnigen Nebenprodukte aus der Herstellung von Gesteinskörnungen aus Naturstein (Feinsplitt, Brechsand und Gesteinsmehl, engl. zusammengefasst unter der Bezeichnung quarry dust) zur Betonherstellung verringert werden. Nach derzeitigem Stand (2011) kann jedoch nur ein relativ geringer Teil des natürlichen Sandes durch recycelten Betonbruch ersetzt werden, da sonst der Recyclingbeton nicht die gewünschten mechanischen Eigenschaften aufweist.

## Quietschender Sand
Quietschender Sand (engl. squeaky sand) ist ein geologisches Phänomen, das an Sandstränden auftritt. Sand kann unter gewissen Bedingungen beim Begehen unter den Füßen quietschen.
Quietschender Sand findet sich an Stränden auf allen Kontinenten der Welt. Bedingung sind ein durchlässiger nichtbindiger Untergrund, eine bestimmte Art von Quarzsand ohne Kalkanteil sowie eine bestimmte Korngröße (etwa 150–500 Mikrometer). Der Sand muss in einer nach Korngrößen geschichteten, sogenannten gestörten Lage (hervorgerufen meist durch Wind) liegen, einen bestimmten Feuchtigkeitsgehalt aufweisen und zu einer glatten und abgerundeten Oberfläche verwittert bzw. abgeschliffen sein. Das Quietschen des Sandes entsteht durch mechanische Beanspruchung, also den beim Darüberlaufen eingetragenen Druck und die dadurch hervorgerufene Reibung zwischen den Körnern.
Der Strand Squeaky Beach im Südosten Australiens wurde nach dem quietschenden Sand benannt.
Es besteht kein Zusammenhang zum singenden Sand, der in seltenen Fällen vom Wind an Sanddünen hervorgerufen wird. Es sind kaum mehr als 30 Dünen singenden Sandes in Wüsten und an Stränden in Afrika, Asien und Nordamerika bekannt.

## Rund um den Sand

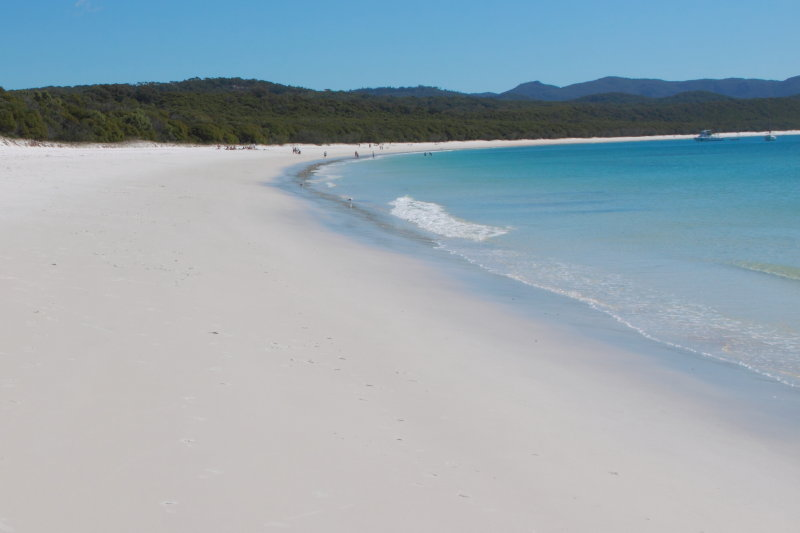
Whitehaven Beach an der Ostküste der australischen Whitsunday Island gilt als einer der „weißesten Strände der Welt“

- 2016  wurde Sand von der Deutschen Gesellschaft für Geowissenschaften zum „Gestein des Jahres“ gekürt
- „Weißer“ Strandsand in den Tropen enthält einen hohen Anteil der mineralischen Ausscheidungen von Papageifischen[29]
- Durch Blitzeinschlag in Quarzsand kann Fulgurit entstehen, ein natürliches Glas
- Sandfänge in Fließgewässern und Kläranlagen dienen dem Rückhalt sedimentierbarer Stoffe mit einer höheren Dichte als der von Wasser
- „Sandhose“ bezeichnet einen lokalen Luftwirbel mit aufgewirbeltem Sand, großflächig spricht man von Sandsturm
- Der „Sandmann“ im deutschsprachigen Volksmythos streut den Kindern beim Einschlafen „Sand in die Augen“. Die Titelfigur der Sendung Unser Sandmännchen wurde daraus abgeleitet
- Sandrosen sind natürliche Gebilde aus Gips oder Schwerspat (Baryt), die aus wässrigen Lösungen im Kornzwischenraum von Sanden auskristallisieren
- Kinetischer Sand ist ein Indoor-Spielzeug, bestehend aus reinem Quarzsand, der von einem silikonartigen Bindemittel zusammengehalten wird und wie nasser Sand geformt werden kann[30][31]

Regionen, Orte und Straßen, die mit dem Vorkommen, dem Abbau, dem Transport oder der Lagerung von Sand in Zusammenhang stehen oder standen (vgl. Verbreitung), weisen darauf nicht selten durch Namen hin, in denen die Wörter „Sand“ oder stellvertretend auch „Gries“ oder „Grieß“ vorkommen, in Deutschland z. B. Sandhausen im Norden der Oberrheinischen Tiefebene, Riedern am Sand im Klettgau und das unweit davon gelegene Grießen, in Österreich z. B. Gries am Brenner, die Sandgasse in Linz, der Stadtbezirk Gries in Graz sowie Straßennamen wie An der Sandgrube. Die große Teile der Norddeutschen Tiefebene prägenden Sandböden werden unter anderem in der ersten Zeile des Brandenburgliedes („Märkische Heide, märkischer Sand“) rezipiert.

## „Sand“ als Symbol
„Sand“, als rhetorische Figur, findet sich in vielen Redewendungen. Dabei ist sie oft negativ besetzt:
- Jemandem Sand in die Augen streuen für „jemanden täuschen“
- Etwas in den Sand setzen für „einen Misserfolg verursachen“
- Sand im Getriebe für „ein gestörter Ablauf“
- Wie Sand am Meer für „unzählbar große Anzahl“
- Den Kopf in den Sand stecken für „eine Gefahr nicht sehen wollen“ oder „frühzeitig aufgeben“
- Auf Sand gebaut sein für „eine unsichere Grundlage haben“
- Im Sande verlaufen für „ein ergebnisloses Ende“
- Wie Sand durch die Finger rinnen für „etwas nicht Greifbares oder Verlorenes“

In Bildfiguren (z. B. Spuren im Sand) ist Sand ein Symbol für die (vergehende) Zeit und für Vergänglichkeit. Michel Foucault spricht in den letzten Worten des Buches Die Ordnung der Dinge vom Verschwinden des Menschen „wie am Meeresufer ein Gesicht im Sand“. Besonders ausdrucksstark in dieser Hinsicht sind Sanduhren, zumal sie nur für die Bestimmung endlicher Zeiträume benutzt werden können („die Zeit verrinnt“).